# Nadutost
Nadutost (grško ὕβρις za ponos, predrznost, ogorčenje}), tudi prevzetnost, opisuje osebnostno kakovost skrajnega ali neumnega ponosa ali nevarne prekomerne samozavesti, pogosto v kombinaciji z (ali sinonimom za) aroganco. V svojem starogrškem kontekstu običajno opisuje vedenje, ki kljubuje normam vedenja ali izziva bogove, kar posledično povzroči propad ali nemes naduteža.
Nadutost po navadi dojemamo kot značilnost posameznika in ne skupine, čeprav lahko skupina, v katero sodi storilec, povzroči stranske posledice zaradi nezakonitega dejanja. Nadutost pogosto kaže na izgubo stika z resničnostjo in precenjevanje lastne usposobljenosti, dosežkov ali zmožnosti.

## Izvor

### Splošna uporaba
V  Stari Grčiji se je hubris nanašal na 'ogorčenje': dejanja, ki so kršila naravni red ali ki so osramotila in ponižala žrtev, včasih v užitek ali zadovoljstvo storilca. V nekaterih kontekstih je imel izraz spolno konotacijo. Sram se je pogosto odražal tudi na storilcu.

### Pravna uporaba
Pravno gledano so kršitve zakona vključevale to, kar bi danes lahko imenovali napad in pobijanje, spolne zločine ali krajo javnega ali svetega premoženja. Dva dobro znana primera so našli v govorih Demostena, uglednega državnika in govornika v stari Grčiji. Ta dva primera sta se zgodila, ko je Meidij, bogat in vpliven Atenec, najprej v gledališču udaril Demostena v obraz (Proti Midiaju – grško Κατὰ Μειδίου) in drugič, ko je (v proti Kononu) obtoženi domnevno napadel človeka in vpil na žrtev. Še en primer nadutosti se pojavlja v Eshinovem Proti Timarhu (grško Κατὰ Τιμάρχου), kjer je Timarh obtožen kršitve zakona o ošabnosti s tem, da se je podredil prostituciji in analnemu seksu. Eshin je vložil tožbo proti Timarhu, da bi mu odvzel pravico do politične funkcije in njegov primer je uspel.ref>Aeschines "Against Timarchus" from Thomas K. Hubbard's Homosexuality in Greece and Rome: A Sourcebook of Basic Documents</ref>
V starodavnih Atenah so nadutost (hubris) definirali kot uporaba nasilja, da bi osramotili žrtev (ta občutek ošabnosti bi lahko označil tudi posilstvo). Aristotel je nadutost definiral kot sramotenje žrtve, ne zaradi česar koli, kar se je storilcu zgodilo ali bi se mu lahko zgodilo, ampak zgolj zaradi lastnega zadovoljstva tega storilca:
osramotiti žrtev, ne zato, da bi se vam kaj zgodilo, niti zato, ker se vam je karkoli zgodilo, ampak zgolj za lastno zadovoljstvo. Prevzetnost ni povračilo za pretekle poškodbe; to je maščevanje. Kar zadeva užitek v nadutosti, je njen vzrok naslednji: naivni ljudje mislijo, da s slabim ravnanjem z drugimi povečujejo lastno premoč.
Pri tej definiciji sta ključna starogrška pojma časti (τιμή, timē) in sramote (αἰδώς, aidōs). Koncept časti ni vključeval le povzdigovanja tistega, ki je bil deležen časti, ampak tudi sramotenje tistega, ki ga je premagalo dejanje nadutosti. Ta koncept časti je podoben igri z ničelno vsoto. Rush Rehm poenostavlja to definicijo nadutosti na sodobni koncept predrznosti, prezira in pretirane nasilja..

### Religiozna uporaba
Grška beseda za greh, hamartia (ἁμαρτία), je v starodavnem narečju prvotno pomenila 'zagrešiti napako', zato sta pesnika, kot sta Heziod in Ajshil, uporabila besedo hubris za opis groženj proti bogovom. Pogost način, na katerega je bil storjen hubris, je bil, ko je smrtnik trdil, da je v določeni veščini ali lastnosti boljši od boga. Takšne trditve so le redko ostale nekaznovane, zato se je Arahne, nadarjena mlada tkalka, spremenila v pajka, ko je rekla, da njene sposobnosti presegajo sposobnosti boginje Atene. Dodatni primeri so Ikar, Faetont, Salmonej, Nioba, Kasiopeja, Tantal in Terej.
Ti dogodki niso bili omejeni na mit in za nekatere osebnosti v zgodovini je veljalo, da so bile kaznovane, ker so zaradi svoje arogantnosti zagrešile oholost. Ena takih oseb je bil kralj Kserks I., kot je prikazano v Ajshilovi predstavi Peržani in ki je domnevno vrgel verige, da bi domnevno zvezal Helespont kot kazen, ker si je drznil uničiti njegovo floto.
Skupno vsem tem primerom je kršenje meja, saj so Grki verjeli, da je usoda (Μοῖραι) vsakemu bitju dodelila določeno območje svobode, območje, ki ga niti bogovi niso mogli preseči.
Boginja Hybris je v enajsti izdaji Encyclopædia Britannica opisana kot »predrzno poseganje v pravice drugih«.

## Krščanstvo
V Stari zavezi je "hubris prevelik ponos, nadutost ali arogantnost, ki pogosto povzroči usodno maščevanje ali sovražnika". Pregovori Prg 16,18 navajajo: »Napuh je pred pogubo, ošabnost pred padcem«.
Beseda hubris, ki se uporablja v Novi zavezi je vzporedna s hebrejsko besedo pasha, kar pomeni prestopek. Predstavlja ponos, zaradi katerega »človek kljubuje Bogu«, včasih do te mere, da se ima za sebi enakega. V nasprotju s tem je bila skupna beseda za greh hamartia, ki se nanaša na napako in odraža zapletenost človeškega stanja. Njen rezultat je krivda in ne neposredna kazen, kot pri nadutosti.

## Sodobna uporaba
V sodobni uporabi prevzetnost označuje preveč samozavesten ponos v kombinaciji z aroganco. Prevzetnost je pogosto s pomanjkanjem ponižnosti. Včasih je človekova ošabnost povezana tudi z nevednostjo. Obtožba nadutosti pogosto implicira, da bosta sledila trpljenje ali kazen, podobno kot občasno združevanje ošabnosti in sovražnika v grški mitologiji. Pregovor »ponos gre (gre) pred uničenjem, ošabnost pred padcem« (iz svetopisemske Knjige pregovorov Prg 16,18) naj bi povzel sodobno rabo hubrisa. Oholost se imenuje tudi »ponos, ki zaslepi«, ker povzročitelj ošabnosti pogosto povzroči nespametno ravnanje, ki nasprotuje zdravi pameti.. Z drugimi besedami, lahko sodobno definicijo razumemo kot »tisti ponos, ki gre tik pred padcem«.
Primeri nadutosti se pogosto pojavljajo v literaturi, arhetipsko v grški tragediji, in verjetno najbolj znani v filmu Izgubljeni raj Johna Miltona, v katerem Lucifer poskuša prisiliti ostale angele, da bi ga častili, Bog in nedolžni angeli pa ga vržejo v pekel in razglasi: »Bolje je kraljevati v peklu kot služiti v nebesih«. Victor v Mary Shelleyinen Frankensteinu kaže oholost v svojem poskusu, da bi postal velik znanstvenik; življenje ustvarja s tehnološkimi sredstvi, vendar obžaluje svoj projekt. Marlowejeva igra Doktor Faustus prikazuje istoimenskega lika kot učenjaka, katerega aroganca in ponos ga prisilita, da podpiše dogovor s hudičem in ohrani svojo ošabnost do svoje smrti in obsodbe, kljub dejstvu, da bi se zlahka pokesal, če bi se tako odločil.
General George Armstrong Custer je ponudil zgodovinski primer prevzetnosti v odločitvah, ki so dosegle vrhunec v bitki pri  Malem velikem rogu leta 1876; je apokrifno vzkliknil: »Od kod so prišli vsi ti prekleti Indijanci?«
C. S. Lewis je v Mere Christianity zapisal, da je ponos »anti Bog« države, položaj, v katerem ego in jaz neposredno nasprotujeta Bogu: »Nepopustljivost, jeza, pohlep, pijančevanje in vse to so v primerjavi zgolj puhlice: prav skozi ošabnost je hudič postal hudič: ponos vodi vse druge v vice: to je popolno protibožje stanje duha« .